# Туралысов, Георгий Михайлович
Георгий Михайлович Туралысов (22 марта 1903 ― 24 ноября 1970) ― советский и российский художник-декоратор, первый профессиональный художник театра в Якутии. Заслуженный деятель искусств РСФСР.

## Биография
Родился 22 марта 1903 года в Кыллахском наслеге, Олёкминского улуса Якутии. Первое своё образование получил у политических ссыльных Введенского, Куренева, Ладнева. В 1916 году вся семья Туралысовых переехала в Вилюйск, где Георгий стал принимать активное усастие в занятиях в драматическом кружке, выступал в любительских спектаклях. В дни осады Вилюйска солдатами  белой армии, Георгий Туралысов вступил в ряды защитников Советской власти. 
В 1924 году по совету педагогов переехал в Москву, где поступил во ВХУТЕМАС, обучение проходил у известных мастеров искусства Л.А. Бруни, С.В. Герасимова, П.П. Кончаловского, А.А. Осьмеркина, специальность осваивал у И.М. Рабиновича, руководил его практикой В.Г. Сахновский. В 1929 году успешно завершил обучение в Высшем художественно-техническом институте в Москве, овладел специальностью художник-декоратор и вернулся в Якутию в Якутск. 
В 1936 году и в 1945 году проходил стажировку у главного художника Академического Большого театра СССР Ф.Ф. Федоровского. В период обучение в Москве состоял в объединении «ОМАХР». С 1941 года являлся членом Союза художников СССР.
Георгий Михайлович являлся первым профессиональным художником национального театра. Трудовую деятельность начал в 1922 году в качестве художника, гримера и артиста при Вилюйском народном доме под руководством Д.Д. Большева и М.Н. Жиркова. После окончания института стал работать режиссёром и художником Якутского национального театра. С 1927 по 1932 годы осуществил четырнадцать постановок, в том числе спектакли «Красный шаман» П. Ойунского, «Большевик Василий», «Танха» Г. Бястинова, «Голова бойка» Н. Неустроева, «Кто кого» А. Кюндэ. С 1930 до 1960-х годов работал в должности главного художника Якутского национального театра более тридцати лет. С 1931 по 1935 годы возглавлял изобразительную студию при театре. Им оформлено свыше 150 спектаклей в театре. В последние годы своей жизни работал преподавателем в Якутском художественном училище.
Постоянный участник республиканских выставок, экспонент на всесоюзных (Москва, 1955), региональных (Москва, 1971), выставках изобразительного искусства Якутской АССР в Москве (1957, 1963, 1982). Персональные выставки были организованы и проведены в 1953, 1983, 1993 годах в городе Якутске. Произведения Туралысова хранятся в Национальном художественном музее Якутии, Якутском государственном объединенном музее истории и культуры народов Севера им. Е. Ярославского, музее Сахатеатра, у наследников.
Проживал в городе Якутске. Умер 24 ноября 1970 года. 

## Награды и звания
- Орден Трудового Красного Знамени (1958),
- другими медалями,
- Заслуженный деятель искусств РСФСР (1957),
- Народный художник ЯАССР (1946)